# Rørbæk (Rebild Kommune)
 For alternative betydninger, se Rørbæk. (Se også artikler, som begynder med Rørbæk)
Rørbæk er en by i det sydlige Himmerland med 403 indbyggere  (2024), beliggende 19 km sydøst for Aars, 11 km nordvest for Hobro, 5 km øst for Nørager og 26 km syd for Støvring. Byen hører til Rebild Kommune og ligger i Region Nordjylland. I 1970-2006 hørte byen til Nørager Kommune.
Rørbæk hører til Rørbæk Sogn. Rørbæk Kirke ligger i byen.

## Faciliteter
- Rørbæk har forsamlingshus: Rørbæk Kultur- og Borgerhus.
- Rørbæk Ældrecenter Engparken har 21 to-rums boliger. Det blev bygget i 1986 og afløste det gamle alderdomshjem, der var opført i 1958. Boligerne er renoveret i 2009.[2]
- Rørbæk Omsorgshjem er et døgntilbud for mennesker, der i mange år har haft et misbrug. Hjemmet er startet i 2003 i det tidligere plejehjem og har 24 værelser i hovedbygningen. I 2005 blev nabobygningen Annekset købt og indrettet til 10 handicapvenlige lejligheder. Hjemmet har fået en afdeling i Aalestrup ved fusion med Stenild Omsorgshjem, hvor Rørbæk er den fortsættende fond.[3]

## Historie

### Stationsbyen
Rørbæk havde billetsalgssted, senere jernbanestation på Himmerlandsbanernes strækning Hobro-Aalestrup (1893-1966). Sydøst for byen krydsede banen Simested Å, og terrænforholdene gjorde at stationen kom til at ligge 1 km sydvest for landsbyen. Den bebyggelse, der opstod omkring stationen, er endnu ikke vokset sammen med resten af Rørbæk.
I 1901 blev byen beskrevet således: "Rørbæk med Kirke, Præstegd., Skole, Andelsmejeri og Jærnbanehpl.". Det lave målebordsblad viser at der senere også kom telefoncentral og forsamlingshus (et andet sted end det nuværende).
Stationen havde en del godstrafik, men aldrig den store persontrafik pga. afstanden til byen. I sin storhedstid havde stationen 7 ansatte, hvortil kom 2 postbude. Stationen blev i 1960 nedrykket til trinbræt. De sidste år hed det Store-Rørbæk, og sidesporet blev fjernet.
Stationsbygningen er bevaret på Allestrupvej 14. Det meste af Hougårdsvej ligger på banens tracé, som kan følges til jernbanebroen over Simested Å.

### Genforeningssten
I anlægget over for forsamlingshuset står en sten, der blev afsløret 15. juni 1920 til minde om Genforeningen i 1920.

### Købmanden
Købmandsforretningen i Rørbæk var i en lang årrække lukningstruet pga. svigtende omsætning. I 2014 blev Rørbæk Dagligvarebutik og det bagvedliggende ejendomsselskab opløst, men en lille kreds af lokale investorer overtog butikken for at give den en chance mere. I 2018 stoppede den daglige leder efter 2 år, og så ville ejerkredsen heller ikke fortsætte. Butikken lukkede selvom eventuelle interesserede fik tilbud om gratis husleje de første 2 år.